# Искусство войны. Курская дуга
«Искусство войны. Курская дуга» (на западе известна как Theatre of War 2: Kursk 1943) — варгейм серии «Искусство войны», посвящённый событию Второй Мировой Войны Курской битве. Разработчик и издатель — фирма «1С».

## Кампания
Кампания за РККА названа «Огненная дуга» и позволяет командовать 6-й мотострелковой бригадой и 1-й танковой армией. Кампания за вермахт названа «Операция Цитадель» и позволяет командовать Армейской группой Кемпфа. Обе кампании охватывают период с 5 по 10 июля 1943 года.

## Дополнение

### Искусство войны. Битва за Кан
Дополнение «Битва за Кан» к варгейму «Искусство войны. Курская дуга» освещает ход боевых действий союзных войск в Нормандии в 1944 году.
В сюжетной кампании детально реконструированы бои, гремевшие в районе французского города Кан с 26 июня по 19 июля 1944 года (операции Epsom и Goodwood). Игроку нужно принять командование силами британской 11-й танковой дивизии и разбить подразделения вермахта и СС.

## Критика
| Русскоязычные издания | Русскоязычные издания |
| Издание               | Оценка                |
| --------------------- | --------------------- |
| Absolute Games        | 75 %                  |

На Metacritic не выведен средний балл, так как основано на одной публикации, однако средний балл пользователей составляет 7,8/10.
Ресурс Absolute Games хорошо оценил игру, похвалив за достоинства сделанные с прошлой игры серии «Искусство войны. Африка 1943», однако указал на плохую оптимизацию, свойственную данной серии.